# Marcel Laponder

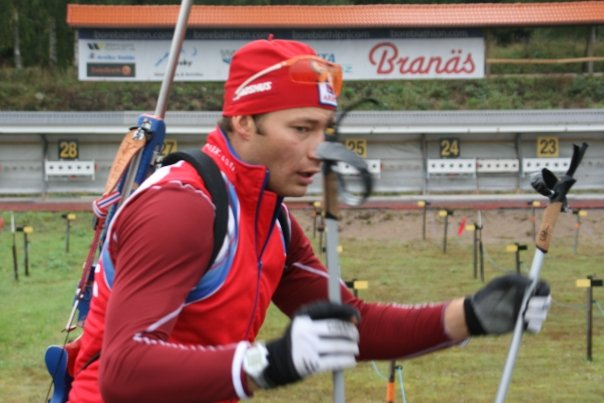

Marcel Laponder (ur. 23 maja 1978 w Pretoria) – brytyjski biathlonista. Zadebiutował w biathlonie w rozgrywkach Pucharu Europy w roku 2007.
Starty w Pucharze Świata rozpoczął zawodami w Hochfilzen w roku 2008 zajmując 106. miejsce w biegu indywidualnym. Jego najlepszy dotychczasowy wynik w Pucharze świata to 89. miejsce w biegu indywidualnym w Pjongczangu w sezonie 2008/09.
Na Mistrzostwach świata w roku 2008 w Östersund zajął 105. miejsce w sprincie. Na Mistrzostwach świata w roku 2009 w Pjongczangu zajął 89. miejsce w biegu indywidualnym.

## Osiągnięcia

### Mistrzostwa świata
- 2008 Östersund – 105. (sprint)
- 2009 P'yŏngch'ang – 89. (bieg indywidualny)